# Adesmus nigrocinctus
Adesmus nigrocinctus är en skalbaggsart som först beskrevs av Charles Joseph Gahan 1889.  Adesmus nigrocinctus ingår i släktet Adesmus och familjen långhorningar. Inga underarter finns listade i Catalogue of Life.